# Yuan Li
Yuan Li (en chino: 袁力; 19 de septiembre de 1978) es una deportista china que compitió en esgrima, especialista en la modalidad de florete.
Ganó una medalla de bronce en el Campeonato Mundial de Esgrima de 1999, en la prueba por equipos. Participó en los Juegos Olímpicos de Sídney 2000, ocupando el séptimo lugar en la prueba por equipos.

## Palmarés internacional
| Campeonato Mundial | Campeonato Mundial   | Campeonato Mundial | Campeonato Mundial  |
| Año                | Lugar                | Medalla            | Prueba              |
| ------------------ | -------------------- | ------------------ | ------------------- |
| 1999               | Seúl (Corea del Sur) | Medalla de bronce  | Florete por equipos |